# 唐一軍
唐 一軍（とう いちぐん、タン・イージュン、1961年3月 - ）は、中華人民共和国の官僚、政治家。

## 経歴
1961年3月、山東省日照市莒県で生まれる。文化大革命より浙江省青田県の人民公社で知識青年として労働に従事。1986年に中国共産党浙江省委員会党校を卒業し、その後は浙江省の宣伝部、弁公庁と様々な部門に勤めた。1997年7月、浙江省舟山市に移り、舟山市党委員会常務委員兼秘書長を務めた。2005年6月には寧波市党委員会副書記、紀律委員会書記に転任する。2010年2月に寧波市政治法委員会書記を兼任し、同年4月に市紀委書記を退任した。2011年2月、50歳の唐一軍は中国人民政治協商会議寧波市委員会主席、党組書記を務め、副部級を昇格させた。第14期浙江省人民代表大会常務委員会は2016年5月05日の第32回会議で、盧子躍市長の辞任届を受理し、唐一軍を副市長兼市長代行に任命することを決定した。2016年8月、浙江省党委員会常務委員兼寧波市党委書記に就任、中国人民政治協商会議寧波市委員会主席を辞任する。
2017年5月、浙江省党委副書記に任命される。同年10月、第19期党中央候補委員に補選される。2017年10月28日、党務に転じて遼寧省に赴任し、遼寧省党委員会副書記に就任した。遼寧省第12期人民代表大会常務委員会第37回会議で10月30日、陳求発省長の辞職願を受理し、唐一軍を副省長、省長代行に任命することが決定された。遼寧省第13期人民代表大会第1回で2018年1月31日、省長代行の唐一軍が省長に選出された。
2020年4月29日、唐一軍は全国人民代表大会常務委員会に於いて、傅政華の後任となる中華人民共和国司法部部長に任命された。
2023年1月9日、中国人民政治協商会議江西省委員会党組書記に転出。同月14日、主席を兼務する。
2024年4月2日、中国共産党中央紀律検査委員会は唐を重大な規律違反と法律違反の疑いで調査していると発表した。同月29日、中国人民政治協商会議は唐の委員の資格剥奪を決めた。同年10月7日には党籍剥奪と公職を解く処分が発表された。2025年2月15日、最高人民検察院は唐を収賄罪で起訴したと発表した。